# Padina (Kovačica)
Padina (serbisch-kyrillisch Падина) ist ein Ort in der Gemeinde Kovačica im Verwaltungsbezirk südliches Banat in der autonomen serbischen Provinz Vojvodina mit etwa 7.000 Einwohnern, von denen 99 % slowakischer Ethnie sind. Padina wurde 1806 von slowakischen Familien aus der Mittelslowakei besiedelt, der Name Padina ist aber serbischen Ursprungs (Padina ‚Hang‘).

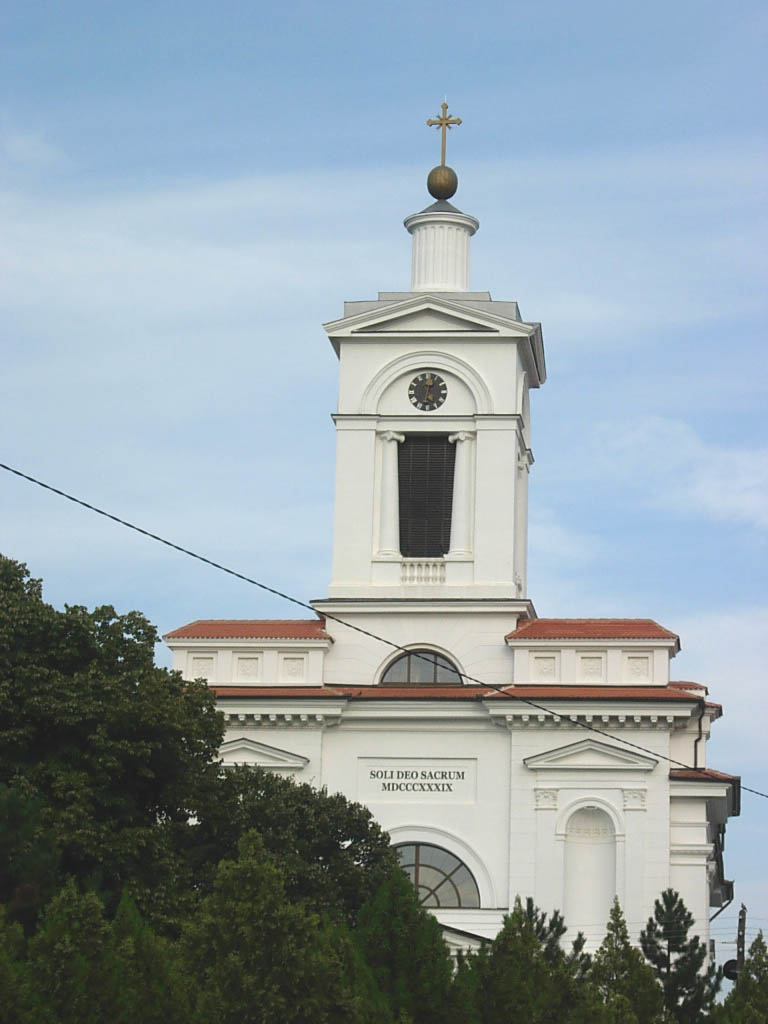
Die slowakische evangelische Kirche in Padina

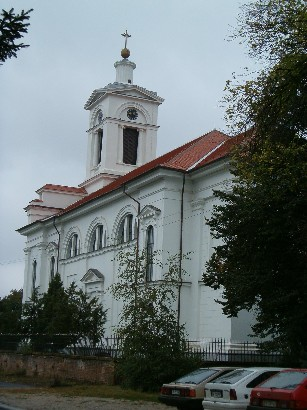
Die slowakische evangelische Kirche

Schon vor der Gründung von Padina befand sich auf diesem Gebiet eine Siedlung mit dem gleichen Namen, die  von Rumänen und später von Serben bewohnt wurde, aufgrund der harten Lebensbedingungen wanderten jedoch alle Bewohner der Siedlung ab.
Zu dieser Zeit gehörte die Vojvodina noch zu Österreich-Ungarn und in dieser Gegend befand sich die Grenze zum Osmanischen Reich. Padina wurde als Grenzdorf gegründet, um die Militärgrenze zu sichern. Die Lage in diesem Gebiet destabilisierte sich durch den ersten serbischen Aufstand im Jahr 1804 zunehmend. Die militärischen Führer der Habsburger Monarchie beschlossen die Grenze besser zu kontrollieren und zu befestigen. Padina sollte von Slowaken und Samoš von Serben besiedelt werden.
Das Militär vermaß 83 Grundstücke und ließ darauf einfache Lehmhäuser errichten. Für die öffentlichen Gebäude wurde besseres Material verwendet. Unter schwierigen Bedingungen konnte Padina nach zwei Jahren Bauzeit die neuen Bewohner begrüßen. Die Slowaken kamen in zwei Gruppen nach Padina. Die erste Gruppe kam im Jahr 1806, die zweite Gruppe im Jahr 1808. Jede Gruppe bestand aus 80 Familien, die mehrheitlich aus den Gespanschaften Neograd, Pest und Gemer kamen. Einige Familien kam auch aus den Gespanschaften Liptau und Neutra.
Weil die Zahl der Siedler des Jahres 1806 für die Fläche nicht ausreichte, schlug der erste Priester, Martin Hamaliar, dem Erzherzog Ludwig vor, eine zweite Gruppe von Siedlern ins Land zu holen. Der Erzherzog versprach, in Padina neue Brunnen graben zu lassen. Als Dank sollte, auf Vorschlag von Hamaliar, der Ort in Ludwigsdorf umbenannt werden, woraus auf Ungarisch Lajošfalva und, mit dem Wachstum des Ortes, Nadlajošfalva (Nagylajosfalva) wurde. Die Einwohner benutzten aber weiterhin den Namen Padina.
Das Leben der ersten slowakischen Familien war nicht einfach. Sie litten unter  Wassermangel und den  häufigen Sandwinden, die sich in der Dünenlandschaft der Deliblatska peščara entwickelten. In den ersten Jahren nach der Ortsgründung war die Wasserversorgung in Padina schwierig. Der Brunnen gab nicht genug Wasser her, so dass die Bewohner Wasser aus dem Ort Kovačica holen mussten. 1814 gab es immer noch keine weiteren Brunnen, daher  beabsichtigten die Siedler, das Land zu verlassen, was die Militärführung nicht erlaubte. Auf  Bitten von Jan Stehlo wurden 1817 in Padina fünf Brunnen gegraben.